# ستارچوو
ستارچوو (به بلغاری: Starchevo) یک منطقهٔ مسکونی در بلغارستان است که در شهرستان پتریچ واقع شده‌است.
 ستارچوو  ۶۲۴ نفر جمعیت دارد و ۱۳۱ متر بالاتر از سطح دریا واقع شده‌است.